# 2978 Roudebush
2978 Roudebush је астероид главног астероидног појаса чија средња удаљеност од Сунца износи 3,095 астрономских јединица (АЈ).
Апсолутна магнитуда астероида је 11,7.